# Плютей Ромелля
Плютей Ромелля (Pluteus romellii) — гриб рода Плютей. В системе рода Плютей С. П. Вассера этот вид относится к секции Celluloderma подрода Hispidocelluloderma, в системе Э. Веллинги к подсекции Eucellulodermini секции Celluloderma. Считается несъедобным или малоизвестным съедобным грибом.
Синонимы
- Agaricus romellii Britzelm., 1891 basionym
- Agaricus nanus var. lutescens Fr., 1838
- Pluteus nanus var. lutescens (Fr.) P. Karst., 1879
- Pluteus lutescens (Fr.) Bres., 1929 — Плютей желтоватый[5][2]
- Pluteus nanus subsp. lutescens (Fr.) Konrad & Maubl., 1937
- Pluteus splendidus A. Pearson, 1952
- Pluteus chrysophaeus sensu Metrod, 1943 — омоним для Pluteus chrysophaeus (Schaeff.) Quél., 1872 — Плютей золотисто-окрашенный[6]

## Описание

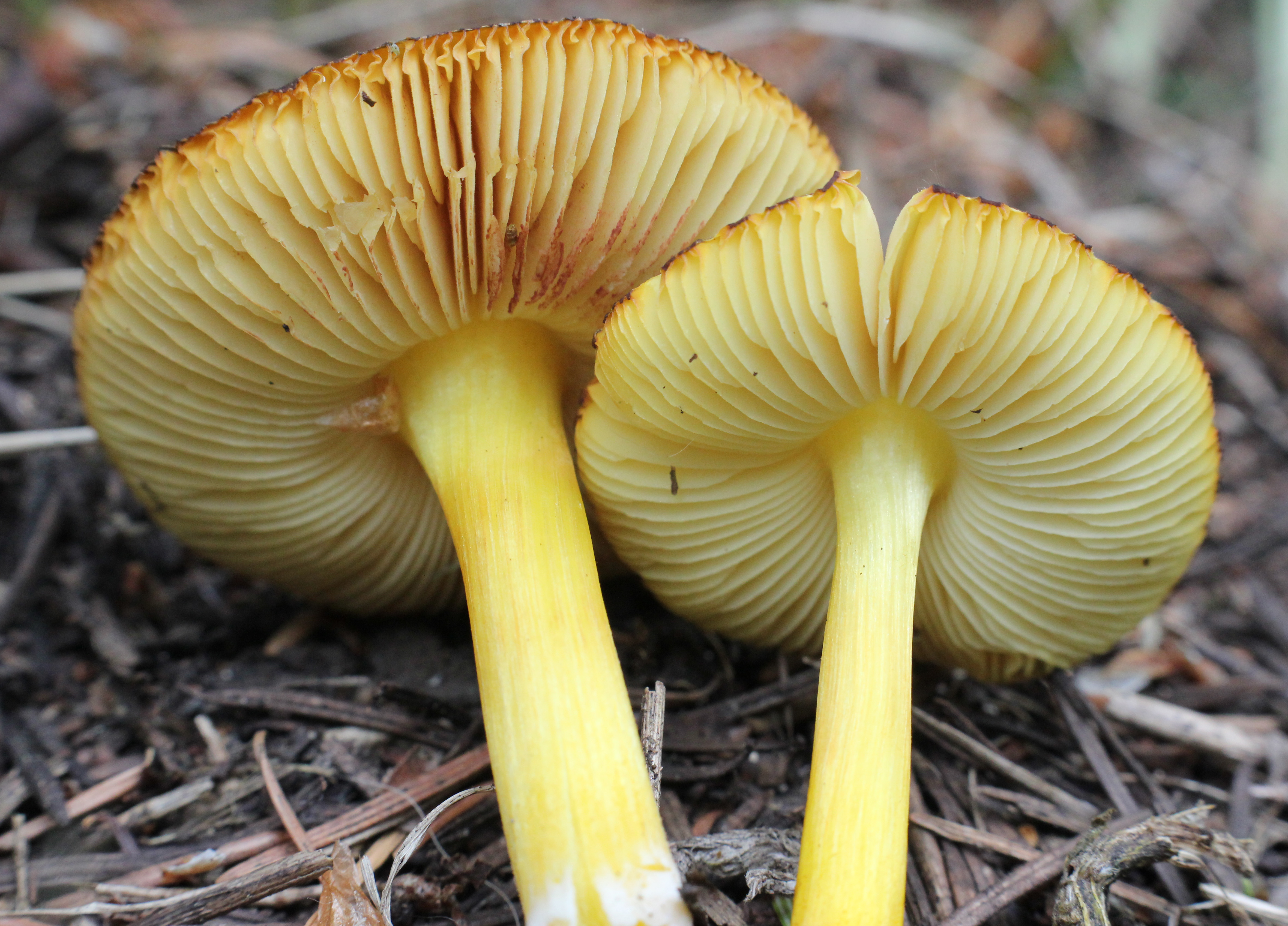

Шляпка диаметром 2—4 сантиметра, тонкомясистая, от ширококонической или полуокруглой до распростёртой формы, с небольшим бугорком или углублением в центре. Поверхность бархатистая, гладкая, в центре морщинистая, радиально-венозная, матовая, от ярко-жёлтого до медового, янтарного, тёмно-коричневого или бурого цвета. Край часто бороздчатый.
Пластинки свободные, частые, шириной до 0,5 см, розоватые с жёлтым оттенком или соломенно-жёлтые, с возрастом становятся розовые с беловатым краем.
Ножка 2—7×0,2—0,6 см, цилиндрическая, центральная или эксцентрическая, к основанию расширяется, сплошная, плотная. Поверхность соломенно-жёлтая или хромово-жёлтая, в верхней части беловатая, гладкая, блестящая, продольно-волокнистая.
Мякоть шляпки беловатая, ножки желтоватая, на срезе не изменяется, вкус и запах не выражены.
Остатки покрывал отсутствуют, споровый порошок розовый.
Споры гладкие, от яйцевидных до широкоэллипсоидных, 6—7,5(8)×4,5—6 мкм.
Гифы с пряжками, тонкостенные. Кожица шляпки клеточного строения, состоит из округлых или булавовидных клеток размерами 30—60×20—40 мкм с удлинённым основанием, содержащих коричневый пигмент.
Базидии четырёхспоровые, размерами 25—40×7—10 мкм, тонкостенные, булавовидные, бесцветные.
Хейлоцистиды размерами 25—80×10—40 мкм, различной формы, тонкостенные, бесцветные, многочисленные. Плевроцистиды 45—100×15—45 мкм, широкобулавовидные или мешковидные, тонкостенные, бесцветные.

## Экология и распространение
Сапротроф на пнях, остатках древесины лиственных деревьев, реже на почве в лиственных и смешанных лесах, встречается на подгнивших живых стволах. Чаще всего растёт на древесине бука, ясеня, лещины, берёзы, также граба, ольхи, клёна.
Известен в Европе от Британских островов до России (кроме Пиренейского полуострова, Балкан) и в Азии (Приморский край). В Европейской части России найден в Ленинградской, Ростовской и Самарской областях. Встречается редко, в некоторых регионах обычен.
Сезон: июнь — ноябрь.